# Wäscherinnen (Film)
Wäscherinnen ist ein Dokumentarfilm des DEFA-Studios für Dokumentarfilme von Jürgen Böttcher aus dem Jahr 1972.

## Handlung
In diesem Film sieht man junge Frauen, die 1972 bei der Berliner Wäschereinigungsfirma REWATEX („reinigt und wäscht Textilien“ von 17 bis 18 Tausend Kunden) innerhalb von zwei oder drei Jahren Lehrzeit zu Textilreinigungs-Facharbeitern ausgebildet werden. Die Lehrwerkstatt befindet sich im Jugendobjekt Heinersdorf und ist mit Zeichnungsgerät, Waschhaus, Mangel und Expedition Ausbildungsstätte für 180 Lehrlinge, von denen ein Teil mit Kamera und Mikrofon begleitet wird. Zu beruflichen und privaten Fragen antworten sie offen und ohne Scheu.
Keiner der Lehrlinge hatte den Wunsch diesen Beruf zu erlernen. Sie sind alle nur hier, da die Lehrstellen den Schulen zugeteilt wurden und für den Wunschberuf keine Stelle mehr frei war. Im Arbeitsamt Schneeglöckchenstraße hat man dann sehr aktiv für REWATEX geworben, auch mit zum Teil blumigen Versprechungen. Die Lehrausbilderinnen haben nun die Aufgabe, neben der fachlichen Erziehung, auch noch das Interesse am Beruf zu wecken. Von allen Ausbildungsplätzen ist die Wäscherei der beliebteste. Hier hat man auch mal eine kleine Pause zwischendurch, was bei den anderen Stellen nicht möglich ist. Obwohl die Wäscherinnen nach der Lehre in der Produktion dringend benötigt werden, will ein Teil nicht im Betrieb bleiben und sich eine andere Arbeit suchen.

## Produktion und Veröffentlichung
Den Kommentar schrieb Peter Voigt und die Dramaturgie lag in den Händen von Günter Wünsche.
Die nachweislich erste Aufführung des unter dem Arbeitstitel REWATEX gedrehten Schwarzweißfilms fand am 7. Oktober 1972 im Berliner Kino OTL (Oranienburger Tor Lichtspiele) im Rahmen des Programms des Filmkunsttheaters Studiokino Camera statt. Die erste Ausstrahlung im 1. Programm des Fernsehens der DDR erfolgte am 28. Januar 1973.

## Kritik
Günter Sobe schreibt in der Berliner Zeitung über den Film: 

„Böttcher versucht hier wieder in der direkten Konfrontation mit dem arbeitenden Menschen, möglichst genaue Antworten über Zeitgenossen zu finden und damit gewisse treffende Antworten über Zeitgenössisches zu geben.“

Manfred Meier meint über den Film in seinem Artikel über die Internationale Leipziger Dokumentar- und Kurzfilmwoche für Kino und Fernsehen in der Neuen Zeit:

„Da wird nichts beschönigt, und die Protagonistinnen sind keine neckisch fröhlichen Wäschermadeln alter Operettenherrlichkeit, sondern junge Mädchen von heute, die fest mit den Beinen im Leben stehen, heiter, verliebt, mit ihren Sehnsüchten und Problemen.“

Rolf Richter schreibt in der Tageszeitung Neues Deutschland über den Film Laut und leise ist die Liebe  und stellt dabei fest: 

„Der Vorfilm war das Eigentliche… Der Regisseur versteht die Kunst, mit Andeutungen aufs Ganze zu verweisen, in einem Geplänkel am Arbeitsplatz einen Menschen zu erfassen. Mit einem Male hat man sich festgehakt und die Originalität eines Menschen begriffen. Man spürt die Sympathie der Filmemacher zu den Mädchen, die Achtung vor der Individualität einer jeden von ihnen“

## Auszeichnungen
- 1973: VIII. Internationales Filmfestival Moskau: Ehrendiplom der Kurzfilmjury